# Bernardo Miera y Pacheco
Bernardo de Miera y Pacheco, né le 4 août 1713 dans la vallée de Carriedo, dans les montagnes de Burgos en Espagne, et mort le 4 avril 1785 à Santa Fé (Nouveau-Mexique), est un soldat, ingénieur et cartographe qui a participé à plusieurs missions d'explorations.

## Le capitaine cartographe
Son père, Luis de Miera, avait servi dans l'armée de Philippe V et son grand-père maternel, Antonio Pacheco, était gouverneur de Navarre. Bernardo semble avoir reçu une formation aussi bien technique que militaire ; on ignore pourquoi il émigre dans le Nouveau-Monde. 

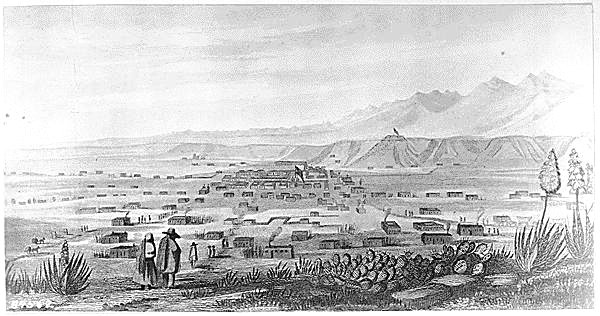
Santa-Fe en 1846

Le 20 mai 1741, à Chihuahua en Nouvelle-Espagne, il épouse María Estefania de los Dolores Domínguez de Mendoza, dont il a deux fils, Anacléto en 1742 et Manuel en 1743. Il participe à plusieurs campagnes comme ingénieur près de El Paso del Norte avant d'arriver à Santa Fe en 1756. Il sert comme Alcálde Mayor (juge et administrateur) des villages de Galisteo et Pecos, sur le rio Bravo, et comme capitaine de guerre. Il est aussi premier secrétaire de la Confrérie de Notre-Dame de la Lumière (Nuestra Señora de la Luz).

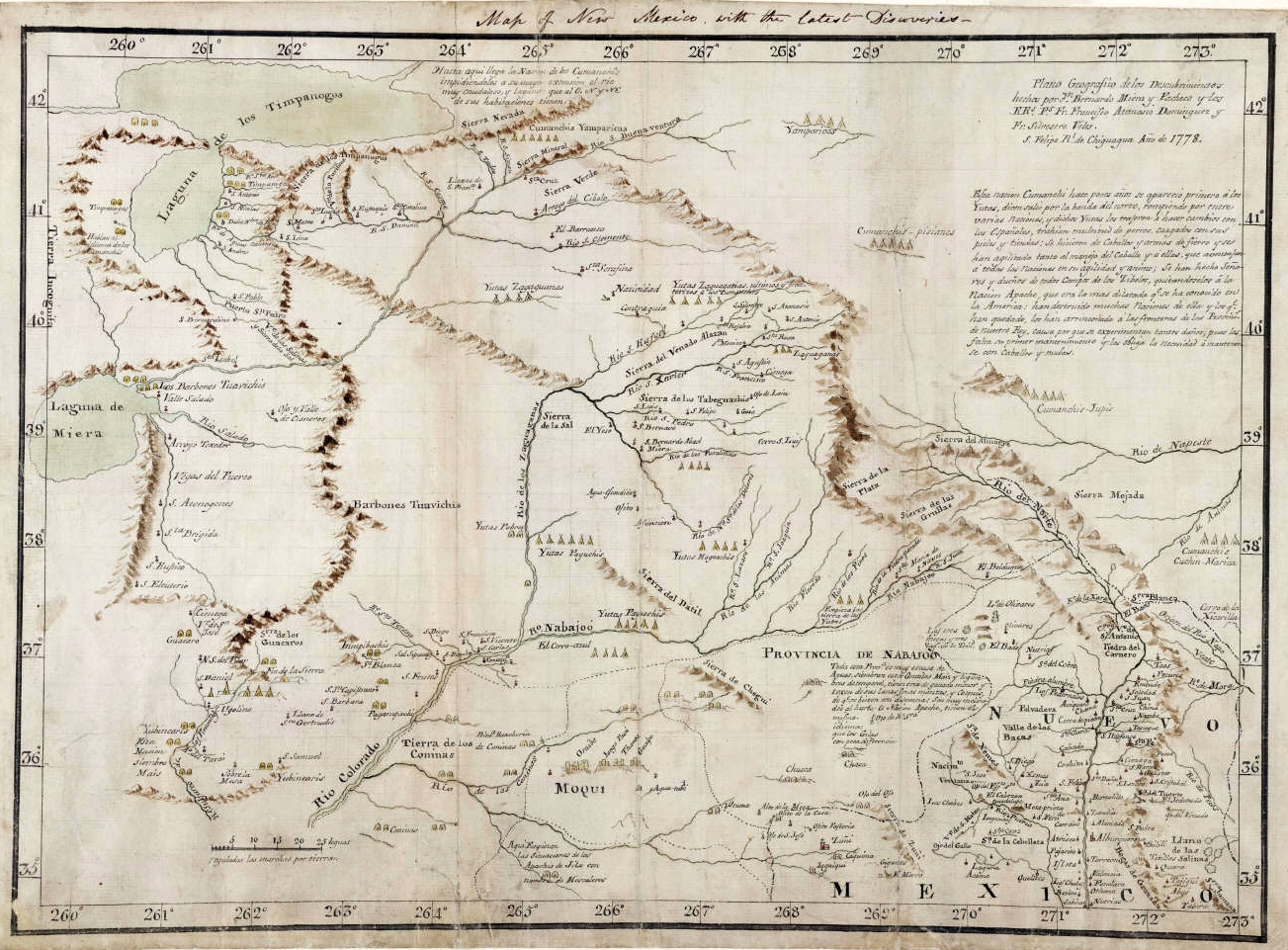
Carte du Nord-Ouest du Nouveau-Mexique par Bernardo Miera, 1778.

Pendant cette période, il réalise plusieurs cartes importantes, comme celle du Nouveau-Mexique en 1758 et en 1773, une de la région d'El Paso. Ces cartes, très détaillées, dépeignent tout autant les installations des colons espagnols que les villages indiens de la région, elles contiennent aussi de nombreuses informations topographiques obtenues par repérage direct, ainsi que les tracés de fleuves et de rivières connus. Bernardo y ajoute également des données démographiques.
En 1776, il accompagne les frères franciscains Francisco Atanasio Domínguez et Silvestre Vélez de Escalante dans leur fameuse expédition de Santa Fe à Monterey vers le Grand Bassin. À cette occasion, il dessine des cartes de toute la moitié sud des actuels États-Unis, s'imposant comme un cartographe important de son époque. Malgré certaines erreurs, ses cartes seront utilisées pendant des décennies, comme, par exemple par le célèbre naturaliste Alexander von Humboldt.

## L’artiste
Don Bernardo est aussi connu comme l'un des premiers artistes du Nouveau-Mexique, pionnier de l'art religieux colonial et post-colonial des santeros, spécialisés dans les représentations des saints (en). Il utilisait pour ses couleurs des pigments végétaux et minéraux locaux, peut-être de l'azurite suggérée par les Indiens Zuñi. On lui doit par exemple un San Felipe de bois qui se trouve toujours sur l'autel de San Felipe Pueblo, une peinture de l'archange Saint-Michel commandée pour la Mission San Miguel de Santa Fe par le gouverneur Antonio Marín del Valle et un retable de San Rafael daté de 1780 et conservé au Museum of Spanish Colonial Art à Sante Fe. Mais l'œuvre la plus célèbre lui étant attribuée est un retable en pierre sculptée de 1761 pour la chapelle militaire La Castrense, maintenant conservé à l'église Cristo Rey de Santa Fe.